# All Paths Lead to Nothing, There Is Only Death
All Paths Lead to Nothing, There is Only Death è uno singolo split dei gruppi musicali Disfear e Doomriders, pubblicato nel 2008.

## Tracce
1. Disfear – Fear & Trembling
2. Doomriders – Crooked Path